# The Trust Bank (Ghana)
Die The Trust Bank Ltd. ist ein Kreditinstitut im westafrikanischen Staat Ghana.

## Das Unternehmen
The Trust Bank (TTB) wurde als privates Finanzunternehmen im Jahr 1996 gegründet. Das Angebot der Bank reicht über das klassische Angebot eines Kreditinstituts mit 14 Filialen in Ghana, über elektronisches Banking, Kapitalanlagesysteme zum Internetbanking. Neun Filialen sind in der Greater Accra Region zu finden, weitere drei in der Ashanti Region und zwei weitere in der Central Region Ghanas. Die Mehrheit der Kunden der TTB kommt aus dem Bereich kleinerer und mittlerer Unternehmen, die sich aus allen Wirtschaftsbranchen zusammensetzen.
Das Unternehmen konnte seit seiner Gründung 1996 regelmäßig hohe Wachstumsraten aufweisen. Die TTB nimmt an einer Vielzahl von Förderprogrammen innerhalb Ghanas teil. Besondere Unterstützung fanden dabei Programme zur Verbesserung der Gesundheitsversorgung und Bildung in Ghana.
Im Jahr 2005 konnte das Unternehmen Einkünfte in Höhe von 154,2 Milliarden Cedi, erzielen, was mit dem Jahresdurchschnittskurs 2005 einer Summe in Höhe von 16,773 Mio. USD entsprach. Dies ist eine Steigerung um fast 14 Prozent gegenüber dem Vorjahr, als das Unternehmen 131,2 Milliarden Cedi auf der Einkunftsseite verbuchen konnte, dem mit dem Jahresmittel 2004 14,716 Mio. USD entsprachen. Der Vorsteuer-Profit der TTB hatte 2004: 55.005.606.000 Cedi (6,17 Mio. USD) betragen.

## Anteilseigner
Die Anteilseigner der TTB waren im Jahre 2004:
- Bank Belgolaise (Belgien) 35,0 %
- Social Security and National Insurance Trust (Ghana) 33,1 %
- F.M.O. (Niederlande) 10,0 %
- COFIPA (Frankreich) 10,0 %
- African Tiger Mutual Fund (Ghana) 6,0 %
- Ghana Re-Insurance (Ghana) 5,9 %

## Assoziierte Unternehmen
Mit der TTB assoziierte Unternehmen waren 2004:
- General Leasing and Finance Company Limited (Leasing-Bank)
- Fidelity Discount House Limited (Discounter)
- Exim Guaranty Company Limited (Export-Fondsgesellschaft)
- Transactions Management Online electronic (Transaktionsdienstleistung)

Alle assoziierten Unternehmen sind ghanaische Körperschaften.